# Instituto de Ciencias del Espacio
El Instituto de Ciencias del Espacio (ICE) depende del Consejo Superior de Investigaciones Científicas (CSIC) y está ubicado en Bellaterra, Sardañola del Vallés (Barcelona), España. Las actividades del ICE están relacionadas con la investigación científica y tecnológica de y desde el espacio. Sus programas científicos abarcan las siguientes áreas de investigación:
- Cosmología y Gravitación
- Galaxias
- Física Estelar
- Astrofísica Molecular y Medio Interestelar
- Astrofísica de Altas Energías
- Instrumentación Espacial y Terrestre
- Observación de La Tierra

La creación de este instituto comenzó en 1988, aunque no fue hasta 1999 cuando definitivamente se institucionalizó como instituto de investigación del CSIC con cerca de 100 trabajadores. 
La actividad docente del centro incluye clases en los últimos cursos de la carrera de Ciencias físicas, así como un Máster (grado) en conjunto con el IFAE, dentro de la programación lectiva de la Universidad Autónoma de Barcelona.
Entre sus proyectos se encuentra la dirección de la Red Española de Investigación sobre Bólidos y Meteoritos (SPMN).